# 개럿 크로셰
개럿 놀런 크로셰(Garrett Nolan Crochet, 1999년 6월 21일 ~ )는 메이저 리그 베이스볼 (MLB)의 보스턴 레드삭스 소속 야구 투수인 미국의 프로 야구 선수이다. 이전에 시카고 화이트삭스 소속으로 MLB에서 뛰었다.
크로셰는 테네시 볼런티어스에서 대학 야구를 했으며, 2020 MLB 드래프트에서 전체 11순위로 화이트삭스에 지명되었다. 2020년 9월 화이트삭스에 의해 메이저 리그로 승격되었고, 드래프트된 해에 메이저 리그에 도달한 6년 만의 첫 MLB 선수가 되었다.

## 아마추어 경력
크로셰는 오션스프링스 (미시시피주)에서 자랐으며 오션스프링스 고등학교에 다녔다. 주니어 시즌 동안 27+2⁄3 투구 이닝 동안 3승 0패의 승패 기록과 0.51의 평균자책점 (ERA), 25개의 삼진을 기록했다. 시즌 후 크로셰는 처음에는 존스 카운티 주니어 칼리지에서 대학 야구를 하기로 약속했다. 시니어로서 6승 4패, 1.48 ERA, 76 삼진을 기록하여 텍사스와 테네시를 포함한 많은 상위 대학 프로그램으로부터 뒤늦은 스카우트 관심을 받았다. 크로셰는 2017년 메이저 리그 베이스볼 드래프트 34라운드에서 밀워키 브루어스에 지명되었지만, 계약하지 않고 테네시 대학에 입학했다.
2018년 테네시 대학에서 신입생으로서 크로셰는 17경기에 출전하여 11번 선발 등판했으며, 5승 6패, 5.51 ERA, 62 삼진을 기록했다. 2019년 2학년 때는 18경기(6선발)에서 5승 3패, 4.02 ERA를 기록했으며, 정규 시즌 마지막 선발 등판에서 턱 골절을 당해 SEC 토너먼트에는 결장했다. 시즌 후 크로셰는 미국 대학 국가대표팀 훈련 캠프에 초청되었고, 주니어 시즌에는 베이스볼 아메리카로부터 프리시즌 올 아메리칸 퍼스트 팀에 선정되고 골든 스파이크스 어워드 수상자 후보 명단에 올랐다. 크로셰는 팔 통증으로 시즌 첫 3주를 결장했고, 코로나19 범유행으로 대학 야구 시즌이 단축되기 전 한 경기에 출전했다.

## 프로 경력

### 시카고 화이트삭스
화이트삭스는 2020년 메이저 리그 베이스볼 드래프트 1라운드 전체 11순위로 크로셰를 지명했고, 2020년 6월 22일 4,547,500달러의 보너스가 포함된 계약에 서명했다.
2020년 9월 18일, 크로셰는 2020년 MLB 드래프트에서 처음으로 메이저 리그로 승격된 선수가 되었다. 마이너 리그를 거치지 않고 드래프트에서 바로 메이저 리그로 직행한 22번째 선수이며 (2010년 마이크 리크 이후 처음), 2014년 브랜던 피네건 이후 드래프트된 해에 승격된 첫 선수였다. 2020년 시카고 화이트삭스 소속으로 크로셰는 5경기에 출전하여 6이닝 동안 무실점을 기록했으며, 꾸준히 100 마일 매 시 (160 km/h)를 던졌다. 2020년 아메리칸 리그 와일드카드 시리즈 3차전 오클랜드 애슬레틱스와의 경기에서 시카고가 6-4로 패배하는 결정적인 경기에서 불펜으로 나와 상대 두 타자를 삼진 처리한 후 팔뚝 통증으로 교체되었다. 크로셰는 2021년에 첫 풀 시즌을 보냈는데, 541⁄3이닝 동안 2.82 ERA와 65 삼진을 기록했다. 4월 2일 토미 존 수술을 받은 후 2022년 시즌 전체를 결장했다.
2023년 크로셰는 수술에서 복귀하여 13경기에 출전하여 122⁄3이닝 동안 3.55 ERA와 12 삼진을 기록했다.
2024년 3월 18일, 크로셰는 화이트삭스의 개막전 선발 투수로 지명되었다. 첫 선발 등판에서 크로셰는 디트로이트 타이거스와의 1-0 패배 경기에서 6이닝 동안 5안타 1실점 8삼진을 기록했다. 그해 6월 MLB 이달의 투수로 선정되어 화이트삭스 투수 중 17번째로 이 상을 수상했다. 6월 한 달 동안 크로셰는 6번의 선발 등판에서 1승 1패, 1.91 ERA, 0.93 WHIP를 기록하며 372⁄3이닝 동안 56삼진을 잡았다. 7월 7일, 크로셰는 경력 첫 올스타전에 선정되었다. 시즌 전반기 동안 크로셰는 20번의 선발 등판에서 6승 6패, 3.02 ERA, 0.95 WHIP를 기록하며 1071⁄3이닝 동안 150삼진과 9이닝당 12.6삼진으로 리그 선두를 달렸다.
크로셰는 2024년 화이트삭스에서 32번 선발 등판하여 146이닝 동안 3.58 ERA와 209 삼진을 기록하며 새로운 개인 최고 기록을 세웠다. 시즌 후, AL 올해의 재기상을 수상했다.

### 보스턴 레드삭스
2024년 12월 11일, 크로셰는 유망주 카일 틸, 브레이든 몽고메리, 체이스 마이드로스, 위켈만 곤살레스와 트레이드되어 보스턴 레드삭스로 이적했다.
2024년 3월 27일, 크로셰는 레드삭스의 개막전 선발 투수로 지명되었다. 첫 선발 등판에서 크로셰는 텍사스 레인저스와의 5-2 승리 경기에서 5이닝 동안 5안타 2실점 4삼진을 기록했다. 2025년 3월 31일, 크로셰와 레드삭스가 6년 1억 7천만 달러 규모의 연장 계약에 합의했다는 보도가 나왔다. 2025년 6월 1일, 크로셰는 애틀랜타 브레이브스와의 3-1 승리 경기에서 7이닝 동안 개인 최고인 112개의 공을 던지며 5안타 1실점 2볼넷, 시즌 최고인 12삼진을 기록했다.